# Enemy You
Enemy You was een Amerikaanse punkband afkomstig uit San Francisco, Californië. De band was actief van 1997 tot en met 2007 en heeft drie studioalbums, een ep en een single laten uitgeven.

## Geschiedenis
Na eerder in de poppunkband After School Special te hebben gespeeld, richtte David Jones in 1997 Enemy You op. De band kende van het begin af aan een stijl die omschreven kan worden als melodieuze hardcore. Al snel na de oprichting van de band trok Enemy You de aandacht van Ben Weasel, eigenaar van het net opgerichte Panic Button Records. Dit leidde tot een splitalbum met Screeching Weasel, Teen Idols en Moral Crux, getiteld Four on the Floor. Dit werd gevolgd door het debuutalbum Where No One Knows My Name in 1999, dat door Panic Button Records in samenwerking met Lookout! Records werd uitgegeven. Met dit album verkreeg Enemy You enige bekendheid, en mocht de band openen voor andere, meer bekende punkbands zoals The Bouncing Souls, Lagwagon, Bad Religion, T.S.O.L., Mad Caddies en NOFX.
In 2001 bracht de band in het kader van de Fat Club-serie van Fat Wreck Chords een single uit getiteld "The Promise Breakers". Dit werd in 2003 gevolgd door een ep getiteld Video to Radio, dat werd uitgegeven via het label Geykido Comet Records. Rond deze tijd begon gitarist Ken Yamazaki gitaar te spelen voor de hardcore punkband Western Addiction. Hij bleef echter nog steeds bij Enemy You. In 2005 bracht de band hun tweede studioalbum Stories Never Told via Red Scare Industries. Via dit label werd ook Where No One Knows My Name heruitgegeven. Enemy You tekende hierna bij Nitro Records, maar ging in 2007 al uit elkaar. Het derde studioalbum van de band, getiteld Fade Away, werd in 2008 via dit label uitgegeven. Dit album is enkel als muziekdownload uitgegeven. In 2009 was de band nog te horen op het compilatiealbum Wrecktrospective van Fat Wreck Chords, waar de nummers van de Fat Club-serie op te horen zijn.

## Leden
- David Jones - zang, gitaar
- Ken Yamazaki - gitaar
- Joe Yamazaki - drums
- Chris Matulich - basgitaar

## Discografie
Studioalbums
- Where No One Knows My Name (Panic Button Records, Lookout! Records; 1999)
- Stories Never Told (Red Scare Industries; 2004)
- Fade Away (Nitro Records; 2008)

Andere albums
- Four on the Floor (Panic Button Records, Lookout! Records; 1999)
- "The Promise Breakers" (Fat Wreck Chords; 2001)
- Video to Radio (Geykido Comet Records; 1998)